# Herculaneum
Herculaneum az ókori Római Birodalom egyik városa volt, a jelenlegi Ercolano város területén, Olaszország Campania tartományában. Pompeiivel egyidejűleg pusztult el a Vezúv 79-es kitörése során.
Nevét Herkulesről kapta, aki a legenda szerint a város alapítója volt. A települést első ízben Theophrasztosz említi Kr. e. 314-ben, ekkor még Herakleion néven. A pusztulás időpontjában körülbelül 4000-en lakták, tehát Pompeiinél ötször kevésbé népes kikötőváros volt. Gazdaságát főleg a halászat, mezőgazdaság, és kézművesség jelentette. A házak berendezése azonban a lakók jólétére utal – a hely kedvező fekvése miatt több gazdag római itt építtetett nyaralóvillát magának.

## Története

### Alapításától a Vezúv kitöréséig
A legenda szerint, miután Héraklész elpusztította a Gérüón szörnyeteget és elhajtotta a marháit, Ibériából visszatérve megállt Rómában. Fauna istennőtől kért volna vizet, de nem kapott, mert az istennőnek csak nők számára való szentelt vize volt. Héraklész dühében egy saját magának szentelt templomot épített, és elrendelte, hogy nők nem vehetnek részt a szertartásokon és ünnepségeken. Közben Vulcanus egyik fia, név szerint Cacus ellopott néhány marhát Héraklésztől, aki mindenhol kereste ellopott jószágait, de hiába, ezért elhatározta, hogy továbbutazik az ókori Görögországba. Útközben meghallotta a csorda hangját és azt követve megtalálta Cacust az ellopott marhákkal. Úgy tartották, hogy Herculaneum azon a helyen épült, ahol Héraklész megölte a tolvajt.
Herculaneum alapításáról (a mitológia mellett) Sztrabón tesz említést. Feljegyzéseiből tudjuk, hogy a várost az oszkok alapították, majd őket később az etruszkok és szamniszok váltották. A modern Ercolano (ókori Herculaneum) neve ugyan összefüggött Héraklész nevével, a település eredetéről azonban a feltárt emlékek és maga a település típusa enged következtetni. Eddig csak egyetlen falrészletet találtak, amely görög típusú épületre enged következtetni, a városka utcahálózata – éppúgy, mint Nápolyban – a görög városrendezési elvet követi. Mindezek alapján feltételezhető, hogy a római városka elődje görög volt. A feliratos kövek már későbbi történetéről vallanak. Találtak szamnisz dialektusban írt latin nyelvű feliratokat, amelyekből következtetik, hogy volt a város történetének szamnisz szakasza is. A latin nyelvű feliratok már a város későbbi életére vonatkoznak, egészen pusztulásáig. Valószínű tehát, hogy Herculaneum ugyanazt élte végig, mint Campania, Nápoly és környéke többi városa az ókorban: eleinte görög volt, majd szamnisz uralom alatt állt, azok közé a városok közé tartozott, amelyek lakói az i. e. 1. század elején harcoltak szabadságukért a Római Birodalom ellen. Ezért városjogait a rómaiak elvették és Lucius Cornelius Sulla veteránjait telepítették le falai közé, akik felvirágoztatták.
Akárcsak Pompeii vagy Stabiae, Herculaneum is Nuceria fennhatósága alá került. Miután a polgárháborúban Róma ellen lázadt és Mariust támogatta, i. e. 89-ben Titus Didius, Sulla tábornoka elfoglalta. Ennek következtében a város római municipiummá vált.
A város a Vezúv egyik tengerparti lávafennsíkjára épült. A hajók biztonságos kikötését két természetes, keskeny öböl biztosította. A város utcahálózatát már a kezdetektől szabályosra, rácsszerűre tervezték. A legtöbb középületet Augustus császár uralkodása idejében újjáépítették. Ekkor épültek fel többek között a vízvezeték, a városi kútrendszer, a vizet elosztó Castella acquarum, a Szent Körzet templomai, a külvárosi és a központi thermák valamint a gümnaszion. A Kr. u. 62-ben bekövetkezett földrengés súlyosan megrongálta a város épületeit, amelyeket csak részben állítottak helyre 79-ig.

### A Vezúv kitörése

A Vezúv 79-es kitörése által elpusztított terület

Kr. u. 79. augusztus 24-én (vagy újabb következtetés szerint október 24-én) a Vezúv kráterét évezredekig elzáró lávatömítés váratlanul, iszonyú erőtől hajtva kidobódott Campania derült egére. A tűzhányó kb. 20 kilométernyi magasságba lövellte a kőtörmeléket és fülsiketítő égzengés kíséretében felrobbant a hegy csúcsa. Az eget elsötétítette a hamuból képződött kitörési oszlop sötét felhővé vált, amely azután három napig gomolygott a katasztrófa színhelye fölött. Mivel a szelek délkeleti irányba fújták a kilövellt vulkáni anyagokat, ezek elsősorban Pompeii városát és környékét temették vastag hamu és lapillirétegek alá. Mivel Herculaneum a Vezúv nyugati oldalán helyezkedett el, a vulkán kitörésének kezdeti fázisa csak kismértékben érintette a várost: míg Pompeii háztetői beroskadtak a lerakodó vulkáni hamu alatt, addig Herculaneumra alig néhány centiméter vastagságú hamu hullott. Ez azonban eléggé elrettentő volt, hogy kiváltsa a városlakók egy részének menekülését.
Augusztus 24-e éjszakáján a vulkáni felhő elérte a sztratoszférát, ahonnan elkezdett visszazúdulni a Vezúvra. Ennek következtében piroklasztikus ár alakult ki, amely több mint 100 km/h-s sebességgel vonult le a tűzhányó lejtőin. A 400 °C hőmérsékletű gáz, hamu és lapilli gomolygó tömege, kevéssel éjfél után érte el a várost, amelynek utolsó lakóit a kikötőben pillanatok alatt megölte. A folyam kevés kárt okozott az épületekben, viszont lassan feltöltötte őket vulkáni törmelékkel.
Az épületek rendkívül jó állapota három tényezőnek köszönhető:
- amikor a szélirány megváltozott és a hamuzápor Herculaneumot is elérte, az épületeket már feltöltötte a Vezúv lejtőjéről alázúduló piroklasztikus ár, így az épületek teteje nem szakadt be
- a piroklasztikus ár hatalmas hője elszenesítette a szerves anyagokat, kivonva belőlük a vizet
- a több mint 25 méter vastag tufaréteg légmentesen elzárta Herculaneumot 1700 éven át

## Az ásatások története

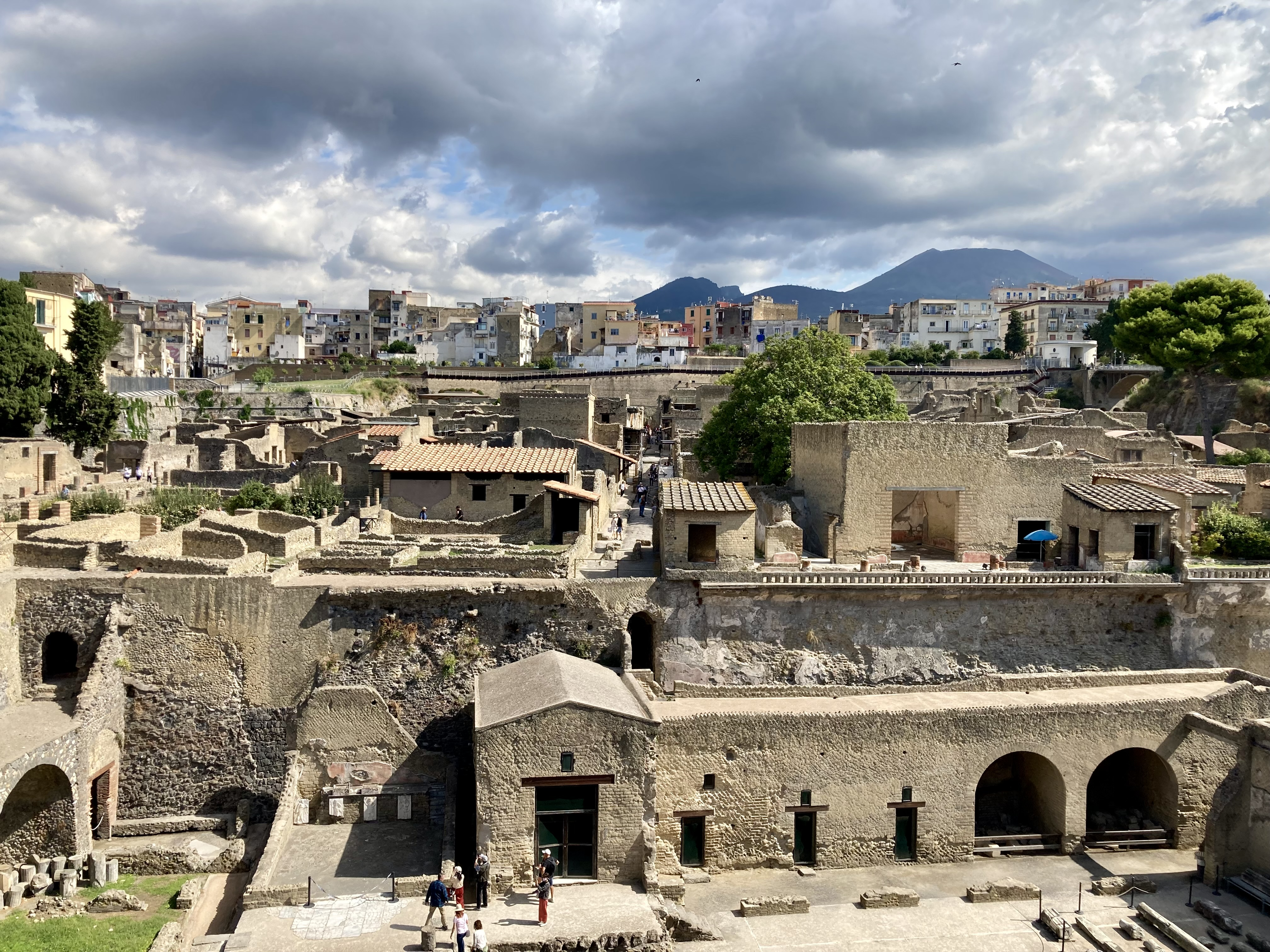
A város tengerparti része, háttérben a Vezúv

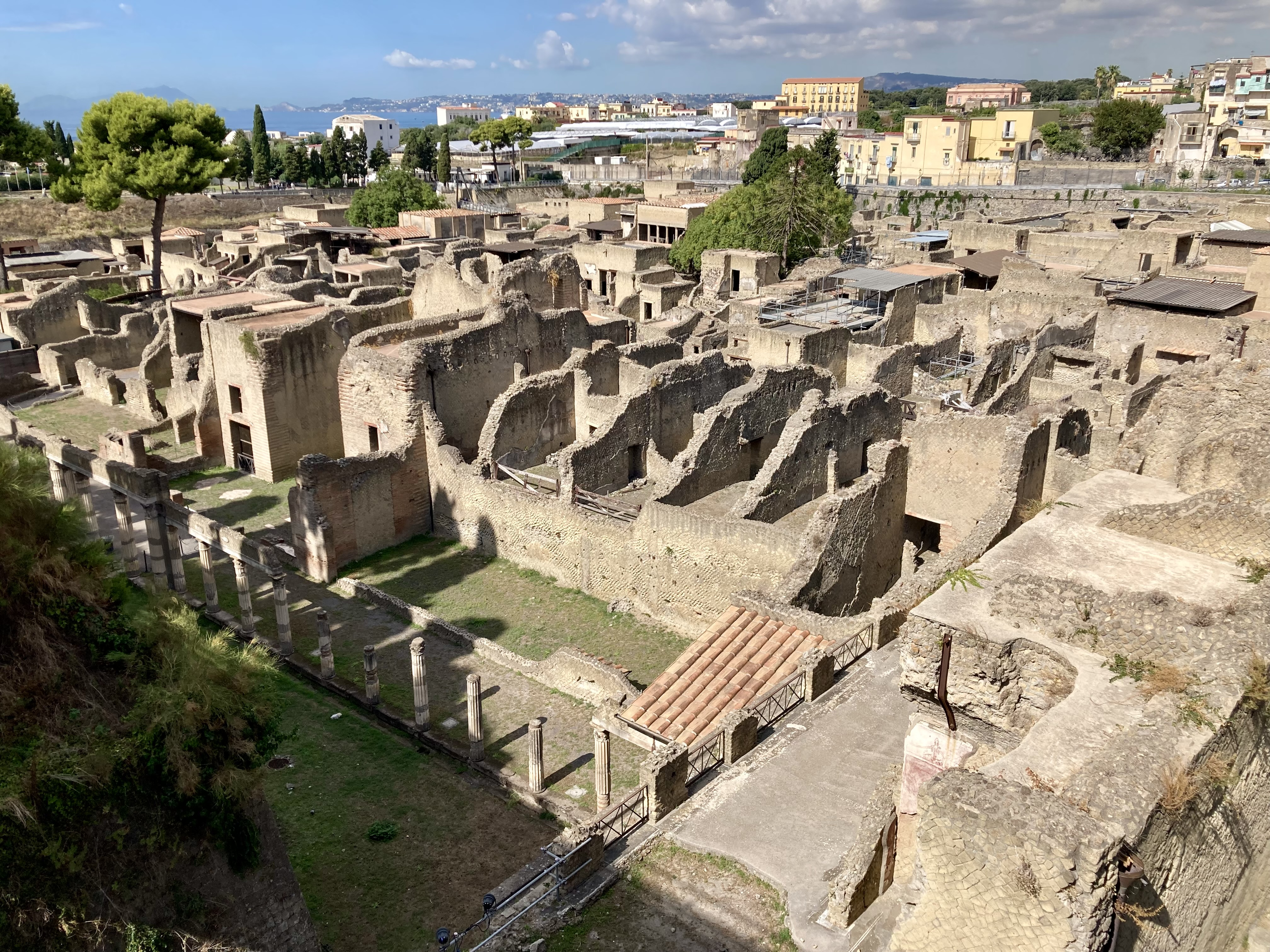
A város a bejárat felől

Az évszázadok során Herculaneum pontos helye feledésbe merült. A középkorban a Resina (Gumi) nevű városka (amelyet 1969 óta hívnak Ercolanónak) részben Herculaneum maradványaira épült rá. Már a 16. században találtak szobrokat és feliratokat, majd 1710-ben egy földműves kútásás közben a herculaneumi színház romjaira bukkant. A területet Emanuel-Maurice von Lothringen, Elboeuf hercege megvásárolta, aki az osztrák hadsereg tisztjeként Nápolyban állomásozott. A következő hónapokban saját költségére ásatott, ennek során kilenc szobrot találtak.
A módszeres ásatások 1738-ban kezdődtek Roque Joaquín de Alcubierre spanyol mérnök vezetésével. A III. Károly spanyol király támogatásával megjelent részletes kiadvány, a Le Antichità di Ercolano, a korlátozott példányszám ellenére nagy hatással volt a kezdődő klasszicizmusra. A 18. század végén herculaneumi motívumok jelentek meg a kor belsőépítészetében, kezdve a freskóktól a háromlábú asztalokon át a füstölőkig és teáscsészékig. A papiruszok villáját 1750-ben fedezték fel; ez új lendületet adott az ásatásoknak. 1750–1761 és 1764–1765 között az ásatások Karl Jakob Weber svájci mérnöktiszt irányítása alatt folytatódtak. Weber pontos terveket készített, amelyek alapján ma is azonosítani lehet az egyes tárgyak lelőhelyét. 1765-ben a munkálatokat gázkitörés miatt leállították, a bejáratokat lepecsételték.
A munkálatokat 1828-ban I. Ferenc, a Két Szicília királya indította újra. Az állam által megvásárolt 900 m² területen az ásatások Carlo Bonucci építész vezetésével folytatódtak 1855-ig. A következő szakasz II. Viktor Emánuel olasz király támogatásával vált lehetővé, 1869 és 1875 között, amikor az ásatási terület egy részéről teljesen eltávolították a vulkanikus fedőréteget.
Az eltakarítás magas költségei miatt a munkálatok több ízben is elakadtak. 1924-ben Amadeo Maiuri vezetésével kezdődött egy újabb ásatási szakasz, amely kis megszakításokkal jelenleg is folytatódik. Maiuri 1958-ig maradt az ásatások vezetője. 1942-re a ma látható régészeti parkot már teljesen feltárták és restaurálták.
1960 és 1969 között a VI. insula északi oldalán végeztek utólagos feltárásokat valamint az egykori város főutcája, a Decumanus Maximus mentén. A 20. század utolsó két évtizedében elsősorban a régészeti park déli oldalán, az egykori tengerpart mentén végeztek különféle feltárási munkálatokat. Ezen a területen 12 helyiséget fedeztek fel, amelyek boltíves tetőszerkezete arra enged következtetni, hogy egykori hajógyár részei voltak. A Vezúv kitörése idején a lakosság egy része ide menekült. Itt találták meg kb. 250 különböző nemű, életkorú és társadalmi helyzetű egyén csontvázát, melyek Pompeiivel ellentétben nem konzerválódtak. Ugyancsak ezen a területen találták meg egy római gálya maradványait, amelynek teljes restaurálása folyamatban van.
1991-ben indították el a papiruszok villájának feltárását, amit 1750-ben véletlenül fedezett fel Karl Weber. Ő volt az első, aki földalatti alagutak és vájatok segítségével feltérképezte az egykori villát. Az ásatások folytatásában fontos szerepe volt az olasz kormánynak, mely egy 1991-es törvényben fontos pénzösszegeket különített el, nemcsak Herculaneum, hanem Pompeii régészeti munkálatainak folytatására is. Az új ásatási terület a régészeti park nyugati oldalától nem messze található, ezzel egy mély és szűk árok köti össze. A villának csak az átriumrésze került napfényre, a luxusrezidencia többi részének feltárásán napjainkban is dolgoznak. Ugyancsak ezen a területen felszínre került egy thermakomplexum valamint egy nimfaion. Miután a tengerpart a 79-es kitörést követően beomlott, a terület víztelenítését komplex szivattyúrendszer biztosítja.

## Utcahálózat
A város 20 hektárnyi területet foglalt el, falakkal körbevéve, amelynek nyomai ma csak az egykori tengerpart mentén láthatók. Területének körülbelül negyedét tárták fel, ennek egy részét alagutak és vájatok építésével, emiatt a nagyközönség számára nem látogatható.
A város három északnyugat-délkelet irányú főutcából – decumano – áll, amelyeket merőlegesen 5 utca – cardo – keresztez. Napjainkban mindhárom decumano, valamint a harmadik, negyedik és ötödik cardo látogatható. Az utakat lávatömbökkel burkolták, amelyeken azonban nem láthatók szekérnyomok, mint Pompejiben. Ennek az oka valószínűleg az, hogy a termékek szállítását szamár vagy öszvérháton oldották meg.
- Decumanus Maximus volt a város legforgalmasabb útvonala, északi oldalán árkádos kiképzésű. Az árkádok alatt valószínűleg üzlethelyiségek voltak. Miként a fórumra, ide sem lehetett kocsival behajtani, mert nemcsak a fórum felől, hanem keleti végén, a palaisztra felől is le volt zárva.
- A fórumot a Decumanus Maximus folytatásában tárták fel. Miként a főutca, a fórum is csak gyalogosok számára volt járható, bejáratát hatalmas kővel zárták el. A fórumon néhány (valószínűleg császárt ábrázoló) lovasszobor talapzatát ásták ki, sőt van olyan is, amelyen még rajta maradt a ló bronzpatája is. A szobrokon kívül diadalkapu is díszítette a fórumot. Északi oldalán megpróbáltak a vulkáni anyag aljába is alagutat fúrni, hogy elérjék a fórum északi szegélyét, ahol valószínűleg középületek álltak.

## Vízellátás és csatornázás
A Serino akveduktusz megépítése előtt a város vízellátását elsősorban kutak fúrásával oldották meg. A házak közepén, az átriumban, medence volt – az impluvium – ami összegyűjtötte az esővizet egy tetőnyíláson – compluvium – keresztül. A tetőnyílásnak ugyanakkor a belső terek megvilágításában is szerepe volt. Az impluviumból a víz egy földalatti tartályba folyt tovább, amelyből kutak segítségével tudták kiemelni. Miután Augustus császár uralkodása idején megépült a vízvezeték, az impluviumokat elsősorban dekoratív célokra használták.
Sajnos a város vízellátását biztosító ólomvezetékeket a Bourbonok uralkodása idején eltávolították. A vezetékcsatlakozások és vízcsapok nagyon hasonlóak voltak a napjainkban használatosakhoz.
A főutcák alatt szennyvízgyűjtő vezetékek voltak. Pompeiivel ellentétben itt összegyűjtötték és a tengerbe vezették a szennyvizet.
Az ólomból készült vízvezetékrendszerből kapott víz miatt a lakosság többsége ólommérgezésben szenvedett, ezt a kikötőben talált holttestek csontjain végrehajtott vizsgálatok igazolják.

## Látnivalók

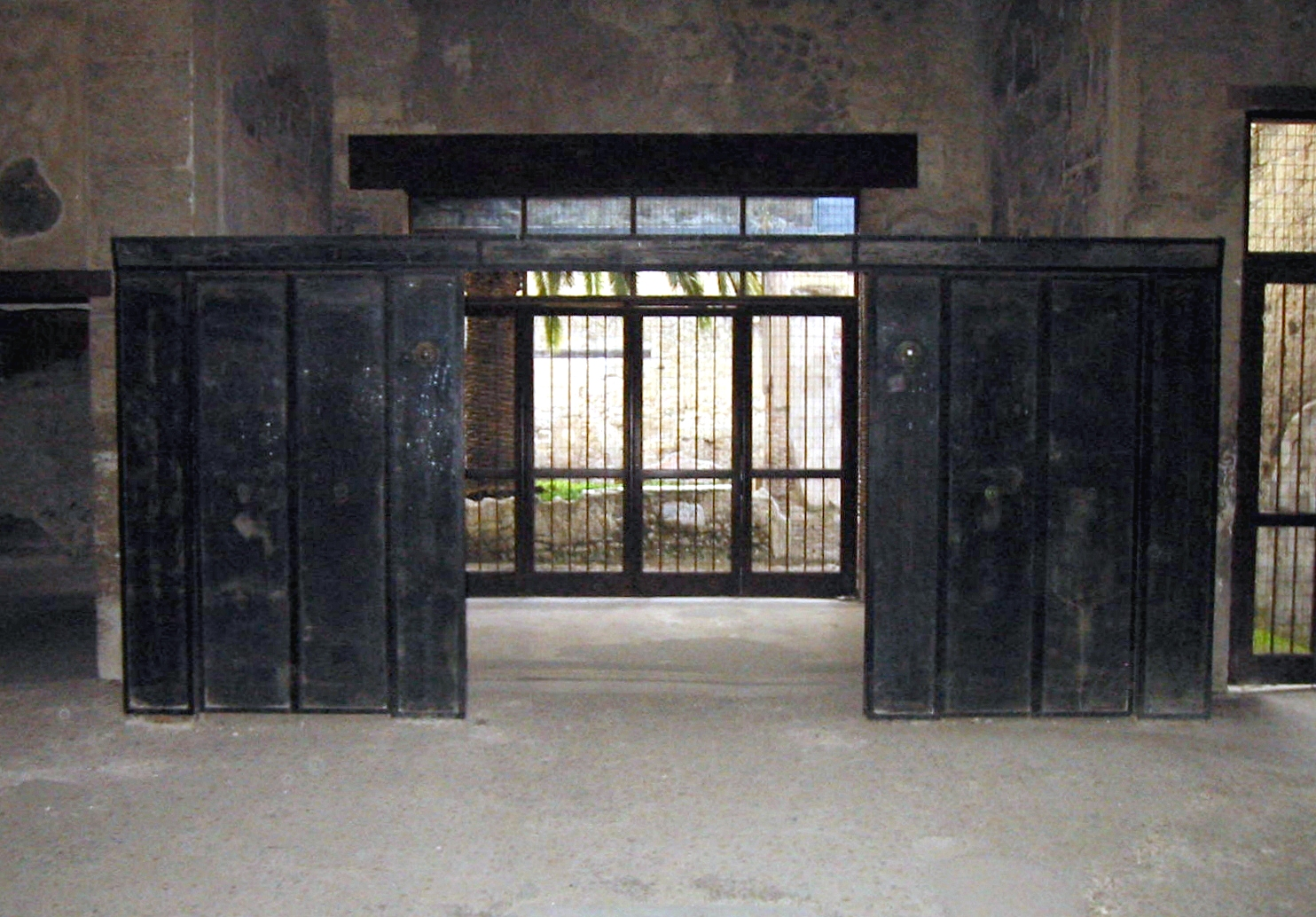
A fa választófalak háza

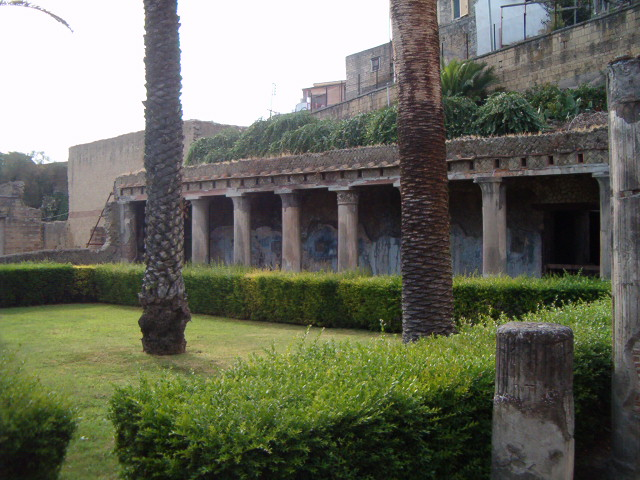
Argosz háza

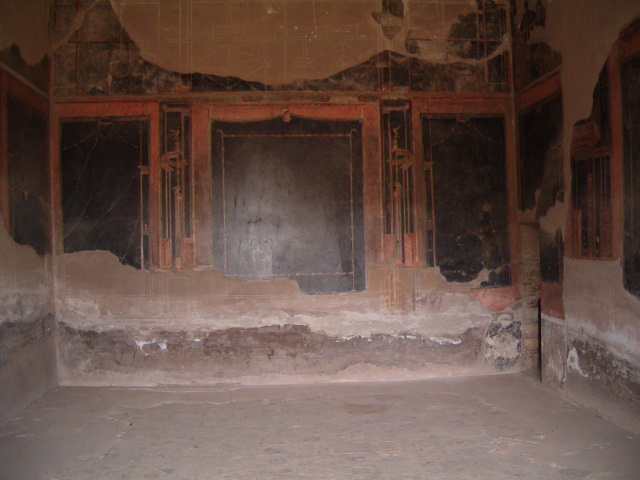
A fekete szoba háza

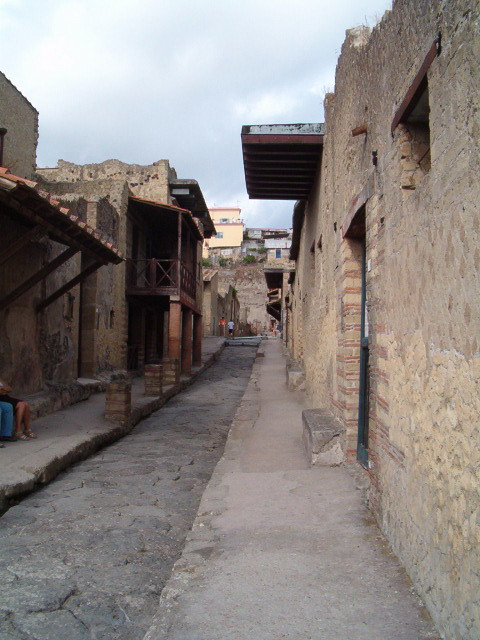
Herculaneumi utcarészlet

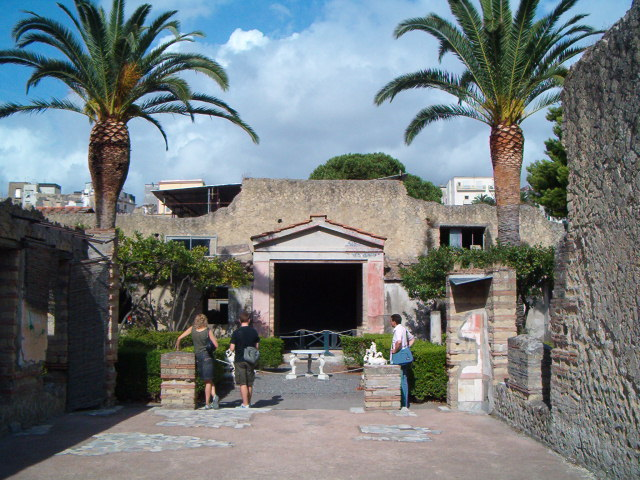
A szarvasok háza

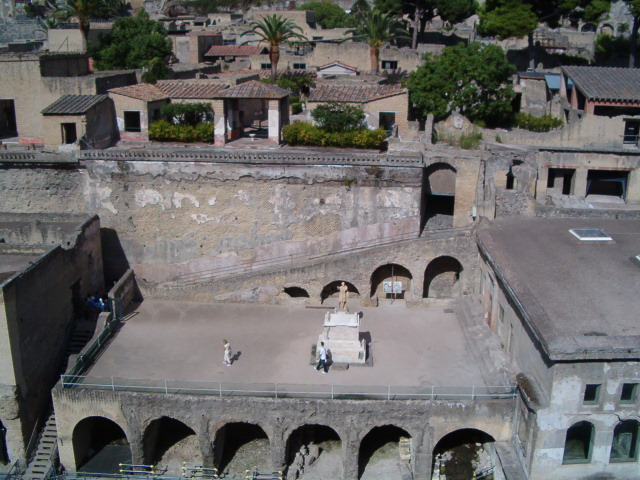
Nonio Balbus terasza

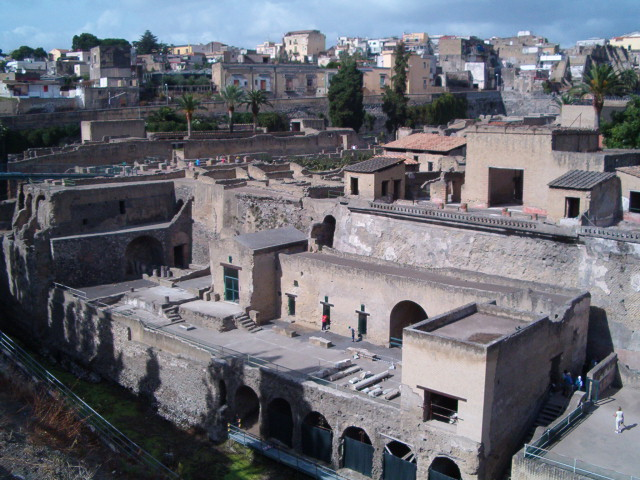
A szent körzet

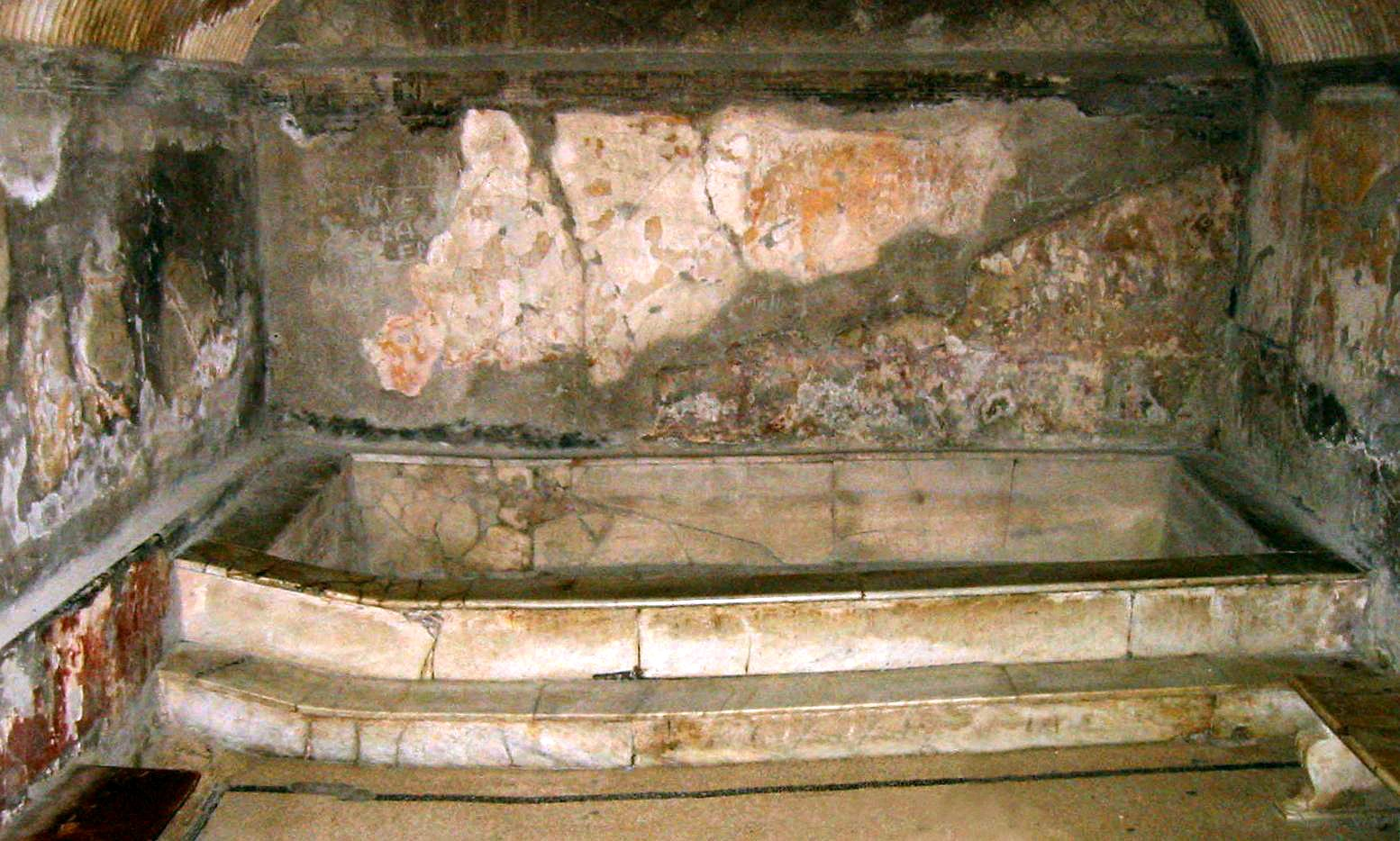
Termák (caldarium)

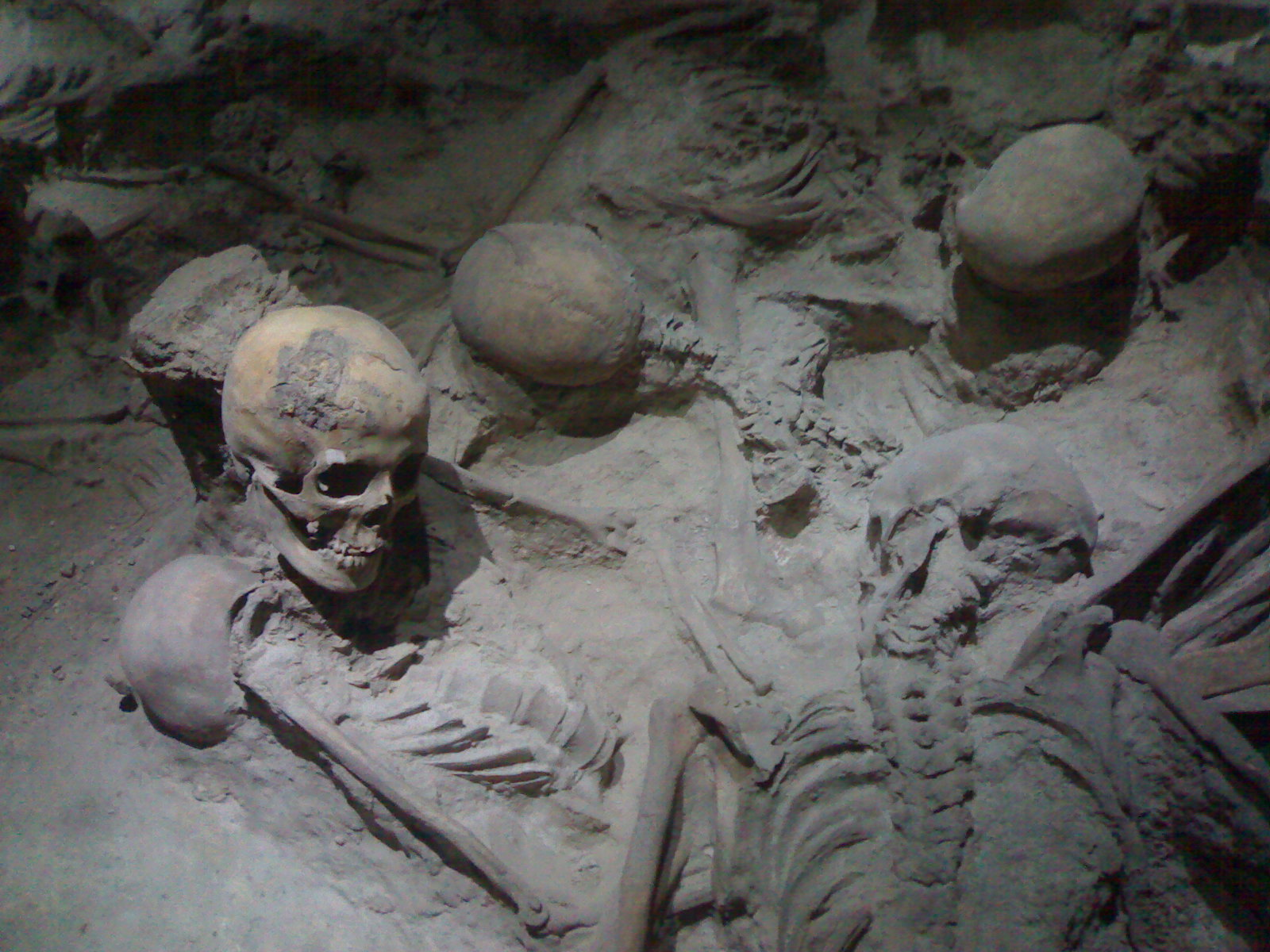
Csontvázak Herculaneumban

### Lakóházak
- Telephus domborművének háza – a szomszédos Drágakő házával közös épületkomplexumot alkotott, aminek a tulajdonosa - valószínűleg - Nonius Balbus római szenátor volt. A háromszintes házat a tengerparti lejtőre építették, így csodálatos kilátása volt. Az épületben rengeteg értékes szobrot találtak, melyek közül az egyik Telephust, Héraklész fiát ábrázolja (innen származik az épület megnevezése). Az épületet Augustus császár uralkodása idején építették Kr. e. 27 – Kr. u. 14 között, majd a 62-es földrengés után újjáépítették.
- A szarvas házának tulajdonosa Granius Verus volt, akit az itt talált kenyéren látható pecsét alapján sikerült beazonosítani. A kétemeletes épület földszintjén, az átrium és a konyha mellett nyilvános szobák egész sora található, az emeleten a szolgák lakóhelyiségi voltak. Az épülethez tartozó hatalmas kertben márvány táblákat és szobrokat találtak. A nevét a tricliniumban álló szoborcsoport után kapta, amely kutyák által megtámadott szarvast ábrázol. A triclinium melletti kis helyiségek egyikében a „Tömlőt tartó szatír” szobra látható. A ház kert felőli timpanonját hatalmas mozaik díszíti, mely tengeri állatokon lovagló kerubokat ábrázol. A tenger felé néz a nyitott nyári ebédlő négy pilléren álló pergolával. A pergola mellett két kis pihenőszoba, az egyik szép mozaikpadlójáról híres.
- A szamniszi ház Kr. e. 2. században épült. Eredetileg egy egész insulát elfoglalt. Mai formáját az évszázadok során elvégzett módosításoknak köszönheti: a kertet a nagy portál házához csatolták, majd a 62-es földrengés után az emeletet elkülönítették és bérbe adták. Az ház érdekessége a hellenisztikus stílusban megépült átrium, valamint a fehér kerámialapokkal burkolt padló. A kitörés előtti utolsó években az impluviumot márvánnyal burkolták be, valamint egy Európa elrablását ábrázoló falfestménnyel dekorálták az egyik szobát.
- Az alkóv házának két bejárata van a főutcáról, ami két régebbi ház összeépítésének köszönhető. Az egyik szobában Ariadnét ábrázoló falfestmény található. Ugyanakkor épségben megtaláltak néhány faágyat illetve két ablakot fakerettel és vasrácsokkal.
- A mozaikkal burkolt átrium háza egy arisztokrata család tulajdona volt, elegáns falfestményekkel és tágas helyiségekkel. Nevét a sakktáblaszerűen, fekete-fehér lapokból kialakított mozaik után kapta, amely az átrium padlóját díszíti. Az átrium geometrikus padlómozaikja mellett érdekes még, hogy középső víztartója lesüllyedt a ránehezedő vulkanikus anyag terhe alatt. Az átrium után a kert következik, amelynek közepén márványszobor áll, amelyet három oldalról boltívek határolnak. A kertből nyíltak a hálóhelyek, valamint középen az úgynevezett exedra. Tovább haladva következnek a ház lakóinak előkelőségére valló helyiségek: középen az ebédlő, a triclinium, mellette a finom faldekorációkkal díszített kisebb szobák. Ezekből lehet kijutni a tenger felé nyíló teraszra és ennek végén levő, valaha árnyas pihenőhelyekre.
- A bronz herma háza egy kisebb lakóház, amely nevét az egyik szobában megtalált bronz herma után kapta. Falfestményei elsősorban tengeri tájképeket ábrázolnak.
- Az erkély háza kétemeletes épület, melyben több család lakott. Egyszerű kialakítású, olcsóbb anyagokból épül fel, amely az itt lakók pénzügyi helyzetét tükrözi. Érdekessége az utcára nyíló erkély, melyet ión oszlopok tartanak. A földszinten kis üzlet kapott helyet. Néhány elszenesedett ágyat, szekrényeket és egy arcképet is találtak itt.
- A fa válaszfalak háza nevét az átriumot és tablinumot elválasztható mozgatható fából készült elválasztó falak után kapta. Ezeket faragások és olajlámpatartók, a padlót geometriai alakzatokat ábrázoló mozaikok díszítik. A Vezúv pusztítása után ez a legépebben fennmaradt lakóház. Átriuma magas és nagyszabású. Belőle nyílik a hálószoba, ahol emberi alak által tartott márványasztalka maradt meg a szoba berendezéséből. Legsajátosabb része a háznak az a helyiség, amelynek teljesen elszenesedett, széttolható ajtója is fennmaradt.
- A Géniusz házát 1828 és 1850 között tárták fel. Nevét az itt talált géniuszt (ház védőszentje) ábrázoló szobrocska után kapta. Az épület a hátsó bejáraton keresztül érhető el, homlokzatát még nem ásták ki. A peristyliumot elegáns márványkút díszíti, a padlót pedig mozaikok.
- Argosz háza szintén nem a főbejáraton keresztül közelíthető meg, hanem két oldalsó bejáraton, melyek az átriumba nyílnak. Nevét egy falfestmény után kapta, amely Argoszt ábrázolja, amint Iót, Zeusz kedvenc nimfáját védelmezi. Ma ezt a falfestményt a nápolyi múzeumban őrzik. A kétemeletes épület földszintjén voltak a lakóhelyiségek, az emeleten (amely az 1875-ös ásatásokban beomlott) pedig kis raktárhelyiségek voltak, nagy terrakotta tárolóedényekkel.
- Arisztidész háza nevét az itt talált márványszobrocskáról kapta, melyet sokáig tévesen Arisztidész, görög politikus ábrázolásának tartottak, noha Aeszkínusz athéni császárt ábrázolja. Az épület lejtőn épült, emiatt erős tartószerkezete van.
- A csontváz házát 1830-1831-ben találta meg Carlo Bonucci. Nevét az emeleti részén talált csontváz után kapta. A ház, három korábbi épület egybeépítésével keletkezett. A középső épületnek fedett átriuma volt. A bal oldali épület nimfaion volt. A ház érdekessége egy kis házioltár, egy kis, vasrácsokkal elkerített belső udvaron.
- Neptun és Amphitrité háza nevét a hatalmas mozaikról kapta, mely a két istenséget ábrázolja. A bejárat melletti üzlet berendezésének farészei is jól kivehetők. A ház átriuma igen nagy, tágas és szépen dekorált. Mögötte nyári ebédlő nyílik, falánál kis kút, mozaik díszekkel, az egyik vadászjelenetet ábrázol. A házhoz nimfaion is tartozik, amelyet szintén mozaikok, valamint kagylóhéjak és horzsakőből faragott maszkok díszítenek. A háziszentélyben két, vörös csíkokkal díszített márványtáblát találtak, melyeken az őket díszítő művész aláírása is látható: athéni Alexander.
- A díszudvar háza az 1. század közepén épült. Érdekessége a mozaikkal díszített belső udvar, ami az átriumot helyettesíti. Innen nyílnak a földszinti szobák, valamint az emeletre vezető lépcsőház. A régészek úgy tartják, hogy az épület valószínűleg nevelőintézet lehetett. Ennek bizonyítéka lehet az a hátsó szoba, amit közös étkezőként használtak.
- A kettős átrium házának érdekessége a finoman kidolgozott homlokzata, valamint a gorgót ábrázoló terrakotta maszkkal díszített kapu. Az emeletes épületet két átriummal világították meg: az első rögtön a bejárat mögött található, míg a második az épület végében.
- A toszkán kolonnád háza egy római köztársaságbeli épület bővítése során jött létre Augustus császár uralkodása idején: ekkor épült meg szomszédos épülettel való egybeépítés során, a toszkán kolonnáddal díszített peristylium. Az épület emeletén 1400 szeszterciuszból álló kincset találtak, valamint egy bronz pecsétet.
- A fekete szoba házában 20 viasztáblát találtak, melyek a ház gazdag tulajdonosáról (Venidius Ennychus) adnak betekintést. Peristyliumát fekete mozaik borítja. Nevét a peristylium nyugati oldalán található szobáról kapta, amit fekete falfestés díszít. Ugyanitt találtak rá egy értékes, fából készült Lares-szobrocskára is.
- A korinthoszi átrium háza egyike a legrégebbi feltárt házaknak. Nevét az átriumot díszítő három korinthoszi oszlop után kapta. A bejárattól jobbra található szobát csatajeleneteket ábrázoló falfestmények díszítik, míg az egyik diaeta (pihenőszoba) megőrizte kazettás mennyezetét.
- A nagy portál háza neve a féloszlopos kialakítású portál után kapta, melynek párkányait téglából alakították ki. A portál a 62-es földrengés után épült, felhasználva a korábbi építmény oszlopfőit, amelyek a Győzelmet szimbolizálják. Az épület egyik érdekessége a kis belső udvar, melynek buja növényzetet ábrázoló falfestményei igazi kert illúzióját keltették.
- A kertes ház egy szegényes épület, díszítések nélkül, apró szobákkal, viszont hatalmas kerttel, melyet valószínűleg a 62-es földrengést követően csatoltak hozzá. Az épület egyik lakószobáját Nílust ábrázoló tájkép díszíti. Az épülethez műhely is tartozott.

### Gazdasági építmények
- A fogadó Augustus császár uralkodása idején épült, boltíves szerkezettel, melynek a terasza a tengerre néz. Nagy területe, valamint a hozzátartozó termák (az épület legrégebbi részei) miatt valószínűsítették, hogy fogadó volt a rendeltetése.
- A Taberna Vasaria valószínűleg kisvendéglő volt, amihez lakóépületek is tartoztak. Ebben az épületben számos bortároló amforát találtak görög feliratokkal. Újabb feltételezések szerint nem kocsma, hanem borkimérő üzlet lehetett, vagy egyszerűen csak az amforákat árulták, amelyek a római Campania különböző vidékeiről származtak.
- A kelmekereskedő (lanarius) műhelye arról híres, hogy szinte teljes épségben találtak benne egy facsavaros prést, aminek segítségével a kelméket vasalták. A műhelyből lépcsők vezetnek fel az emeleten található lakóhelyiségekbe.
- A kovács (plumbarius) műhelyében néhány agyagedényt találtak, amelyben a frissen megmunkált vasat hűtötték le. Ugyanakkor ólom öntőmintákat, csővezetékdarabokat, bronz kandelábert és szobrocskákat is a felszínre hoztak.
- A csónakházak a tengerpartra nyílnak. Hatalmas, boltíves épületek, melyek a középkori arzenálok (hajógyárak) épületeire emlékeztetnek. Érdekességük, hogy 1980-ban kb. 250 emberi csontvázat találtak itt számos aranypénzzel és egyéb értéktárggyal egyetemben. A Vezúv 79-es kitörésekor a város lakosai itt kerestek menedéket, de a forró gázok és a füst pillanatok alatt végeztek velük. Ugyancsak itt találtak rá egy 9 m hosszú római hajó maradványaira.

### Középületek
- A thermákra, azért is szükség volt, mivel nem minden herculaneumi ház rendelkezett saját vízforrással. Ugyanakkor a rómaiak számára a fürdés a szabadidő eltöltésének egyik legszokványosabb módja volt. A lakosok nem csupán fürdeni jártak ide, hanem felüdülni, étkezni, ismerkedni, tárgyalni valamint politikai támogatást nyerni. Emiatt a thermák Herculaneum társasági életének központját képezték. A belépésért általában csekély összeget kellett fizetni, a különböző szolgáltatásokat (öltöző, masszázs, illóolajok stb.) külön meg kellett vásárolni. A nyitás általában a déli órákban történt, bár a nők gyakran látogatták reggeli órákban is. A sötétség beálltával olajlámpákkal világítottak.

Nagy kiterjedésű épületkomplexum, három utcára néznek falai. Bár kisebb, mint a pompeji városi fürdő, beosztása, helyiségei ezzel megegyeznek. Viszont belső elrendezése sokkal egységesebb, mert nem építették át, mint a pompejit. Valószínűleg i. e. 10-ben, Augustus császár épült. A fürdőnek, eredetileg négy bejárata volt. A nők és férfiak számára általában külön részleg volt fenntartva. A főbejárat a Cardo IV-ről nyílt, ez volt a férfifürdő bejárata. A férfiak még egy másik bejáraton is bemehettek a palaisztrába. Ugyaninnen, de megint másik bejáraton át léptek be a fürdőbe a nők, akiknek sokkal kisebb, kevésbé felszerelt fürdőhelyiségeik voltak, és természetesen teljesen elkülönítetten fürödhettek. A negyedik bejárat szintén a Cardo IV-ről nyílt, s ez volt a fürdőt üzemeltető személyzet bejárata. A bejárat után rögtön az öltöző vagy apoditerium következett, majd a medencék és a palaisztra. Az innen nyíló folyosó vezet a vetkőzőhelyiségbe, ahol a falak mentén beépített székek és felettük a ruháspolcok sorakoznak. A falnál álló kis medence a fürdőzés előtti mosakodásra szolgált. Mellette kis átjárón mentek a fürdőzők a hidegvizes medencébe (frigidarium), amelynek mennyezetfestménye vízben úszó halakat ábrázolt. A másik oldalon volt a langyos vizű medence, amely alatt padlófűtés volt, akár a vetkőzőhelyiség alatt. Fával fűtött kazánok forró gőzével melegítettek A padlómozaikon még ma is látható a tritonos figurális dekoráció. A következő helyiség – szintén melegvizes medence (caldarium) – mélyebb vízzel, hogy a fürdő vendégei a meleg vízbe nyakig bebújhassanak. A női fürdő kisebb volt, a vetkőzőhelyiség viszont még díszesebb, mint a férfi osztályon. A mellette levő helyiségek, a langyos és a meleg vizű fürdők szintén díszesebbek, mint a férfiaké.
- A külvárosi termákat (vagy tengerparti hévfürdők) az 1. században építették a városfalak és a tengerpart között. Egyike a legjobb állapotban megmaradt ókori fürdőknek. A jó állapotban fennmaradt helyiségek mellett kitűnő állapotban maradtak meg a falfestmények, belső kutak, valamint a fűtési rendszer is. Több emeletes kis udvara van. Megmaradt hidegvizes medencéje, amelyet vízköpő táplált. Kívülről melegített langyos vizű fürdő-medencéje is látható. Épen megmaradt a fürdő izzasztó-kamrája és meleg vizű fürdőhelyisége is. Itt látható, milyen erővel özönlött be annak idején a forró iszap: feldöntött egy óriási kőmedencét. Mellette a falon ennek iszapba nyomott negatívját találjuk, amelyet a feltárás során leválasztottak a kőtáltól. A fal melletti padok még érintetlenek, akárcsak a helyiségek alsó márványburkolata és a padlózatok. Sőt az ajtók és átjárók fakeretei is fennmaradtak.
- Nonius Balbus terasza egy kis terecske a külvárosi thermák előtt. Itt áll Nonius Balbus római szenátor márvány síremléke. A szenátor nevéhez fűződik Herculaneum város középületeinek a felújítása, aminek következtében a lakosok, mintegy köszönetképpen, 10 szobrot emeltek tiszteletére a város különböző pontjain.
- A szent körzet a déli terasz nyugati oldalát foglalja el. Lényegében két templom és néhány kiszolgáló helyiség komplexuma. Az egyik templomban Vénuszt, míg a másikban Hérát dicsőítették. A komplexumban számos szobor mellett két értékes, mitológiai jeleneteket ábrázoló falfestményt is találtak.
- Vénusz szentélyét a 62-es földrengés után teljesen újjáépítették. Érdekességei a fedett oltár, valamint a boltíves, freskókkal díszített mennyezet. A bejárattól balra egy evező képe ismerhető fel, amely Vénusz-Fortuna, a tengerészek védőszentjének jelképe volt.
- A négy isten szentélyét szintén a 62-es földrengés után építették újra. Négy isten, (Minerva, Neptun, Merkúr és Vulcanus) tiszteletére épült, domborművei valószínűleg Augustus császár uralkodásának idejéből származnak. A vestibulum padlóját márvány borítja. Az utóbbi években megtalálták a szentély tetejét is, melyet a Vezúv kitörésének ereje a tengerbe dobott.
- A palaisztra hatalmas épületkomplexum volt, amit elsősorban sportolásra használtak. A herculaneumi palaisztra Augustus császár uralkodása idején épült. A Herculaneumban nagy szerepet játszó, díszes helyen eltemetett Balbus család egyik tagjának sírfeliratából ismert, hogy a városban is rendeztek atlétikai játékokat, latinul ludi gymnicit és a palaisztrában gyakoroltak a játékok előtt, úgyhogy annak másik neve gümnaszion volt. A kétszintes épületet csak részben hozták felszínre. Kiásása már évek óta folyik. Az eredetileg egyirányú belső medencét utólag kereszt alakúvá alakították át, melynek közepén egy, a lernéi hidrát ábrázoló bronzkút állt. A nyugati oldalából számos helyiség nyílik, ezek közül figyelemre méltó egy hatalmas, majdnem 10 m magas csarnok, amelyet valószínűleg templomként használtak.

### A papiruszok villája
A papiruszok villája épületkomplexum, mely a várostól északnyugati irányban található. A tipikus villa suburbanat (külvárosi villát) Julius Caesar apósa, Lucius Calpurnius Piso Caesoninus birtokolta. Nevét onnan kapta, hogy 1785 elszenesedett papirusztekercset találtak benne, amelyek fontos dokumentációként szolgálnak a város mindennapjairól. A villához díszkert, zöldségeskert, valamint szőlőültetvény csatlakozott. A szintén itt talált bronzszobrok nagy részét ma a nápolyi Nemzeti Régészeti Múzeumban őrzik.

## Galéria

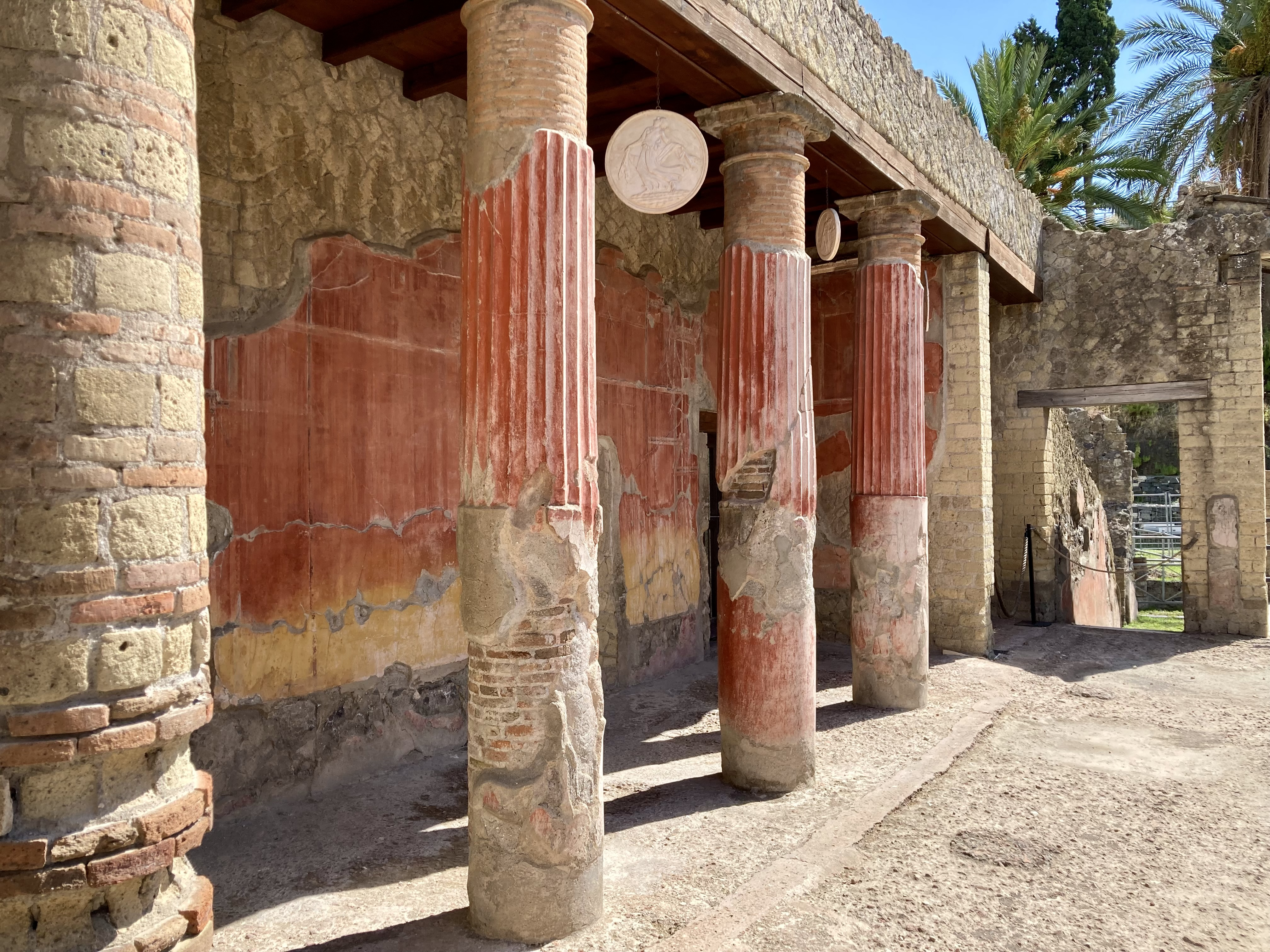
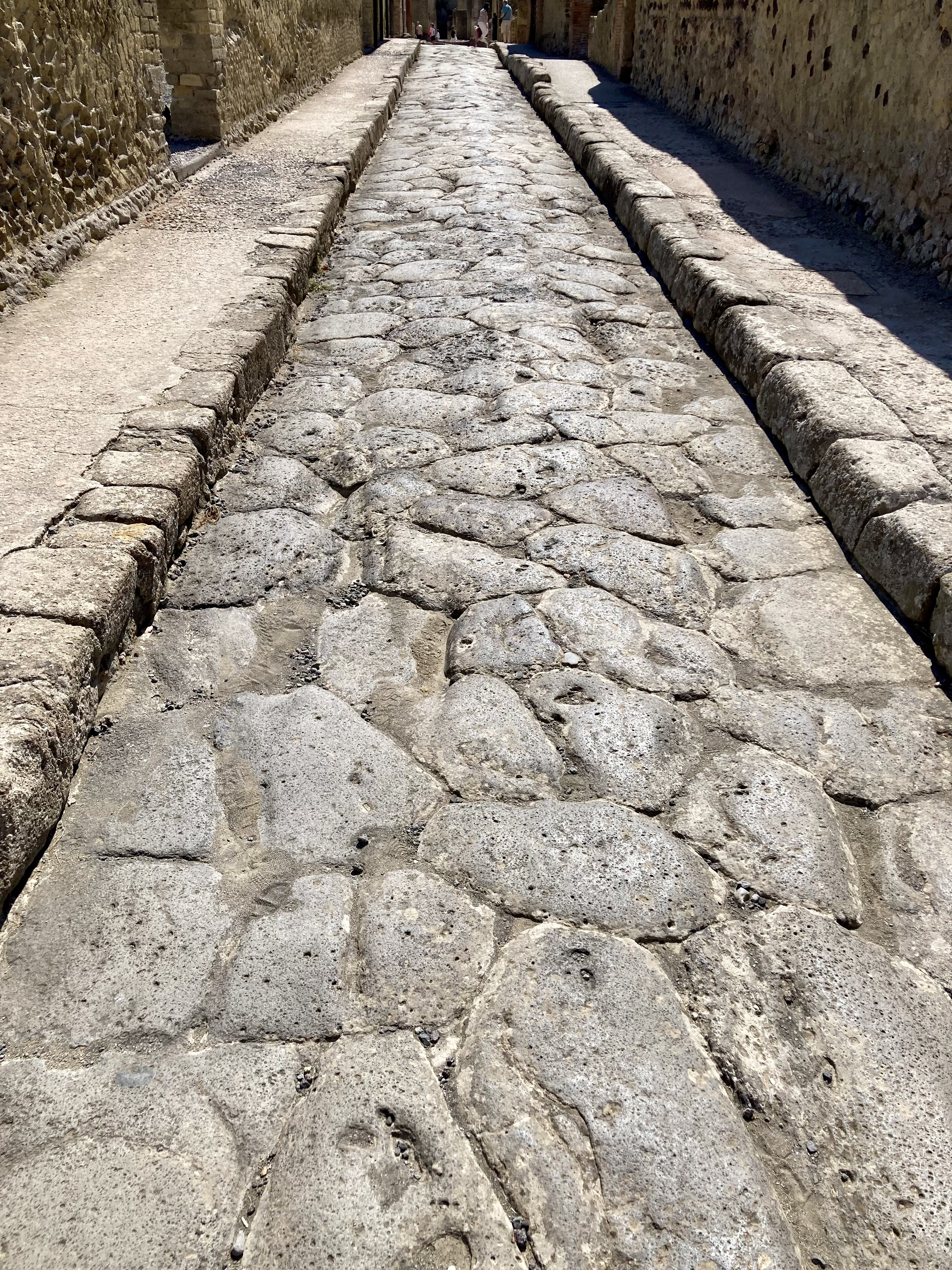
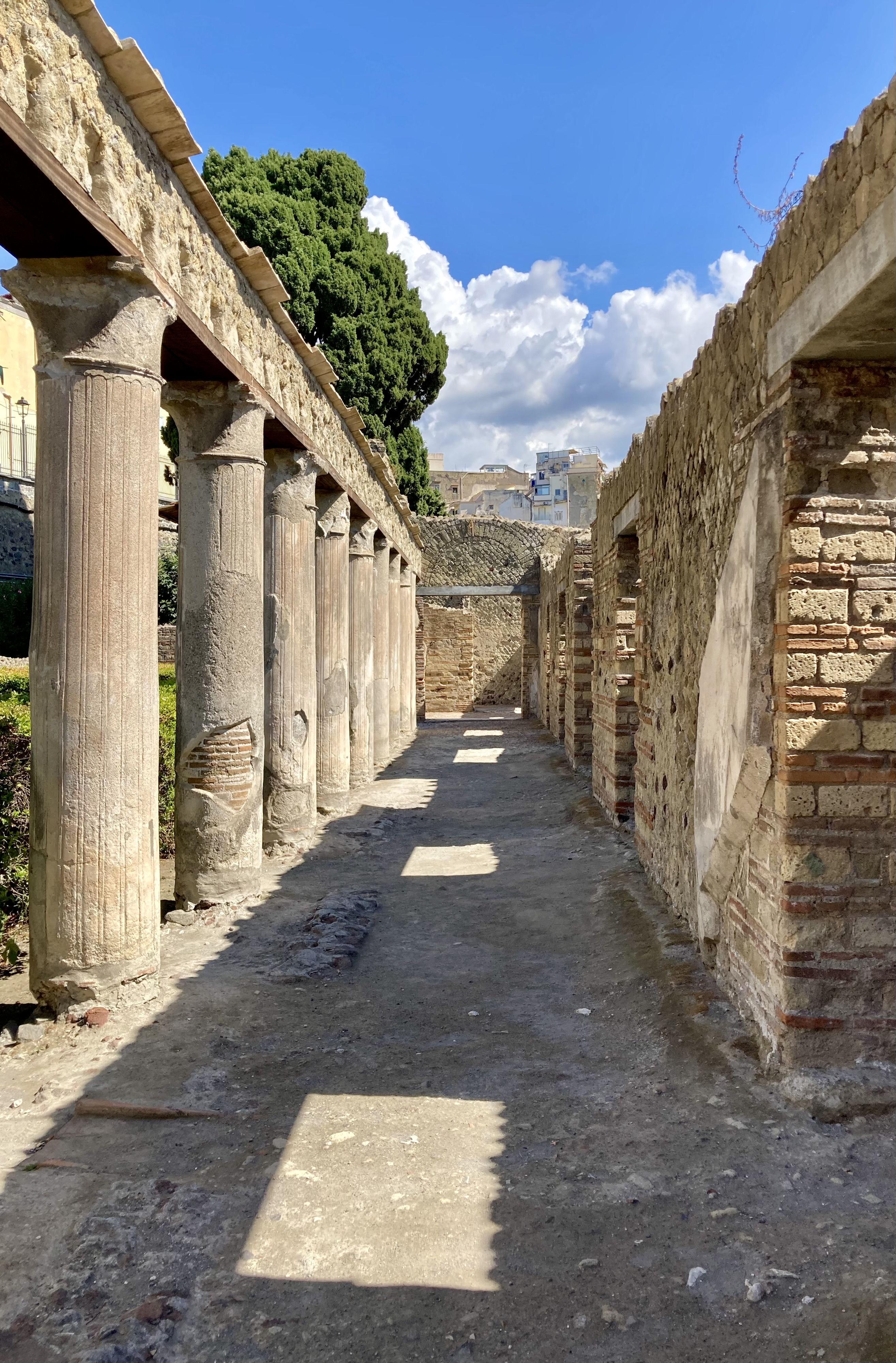
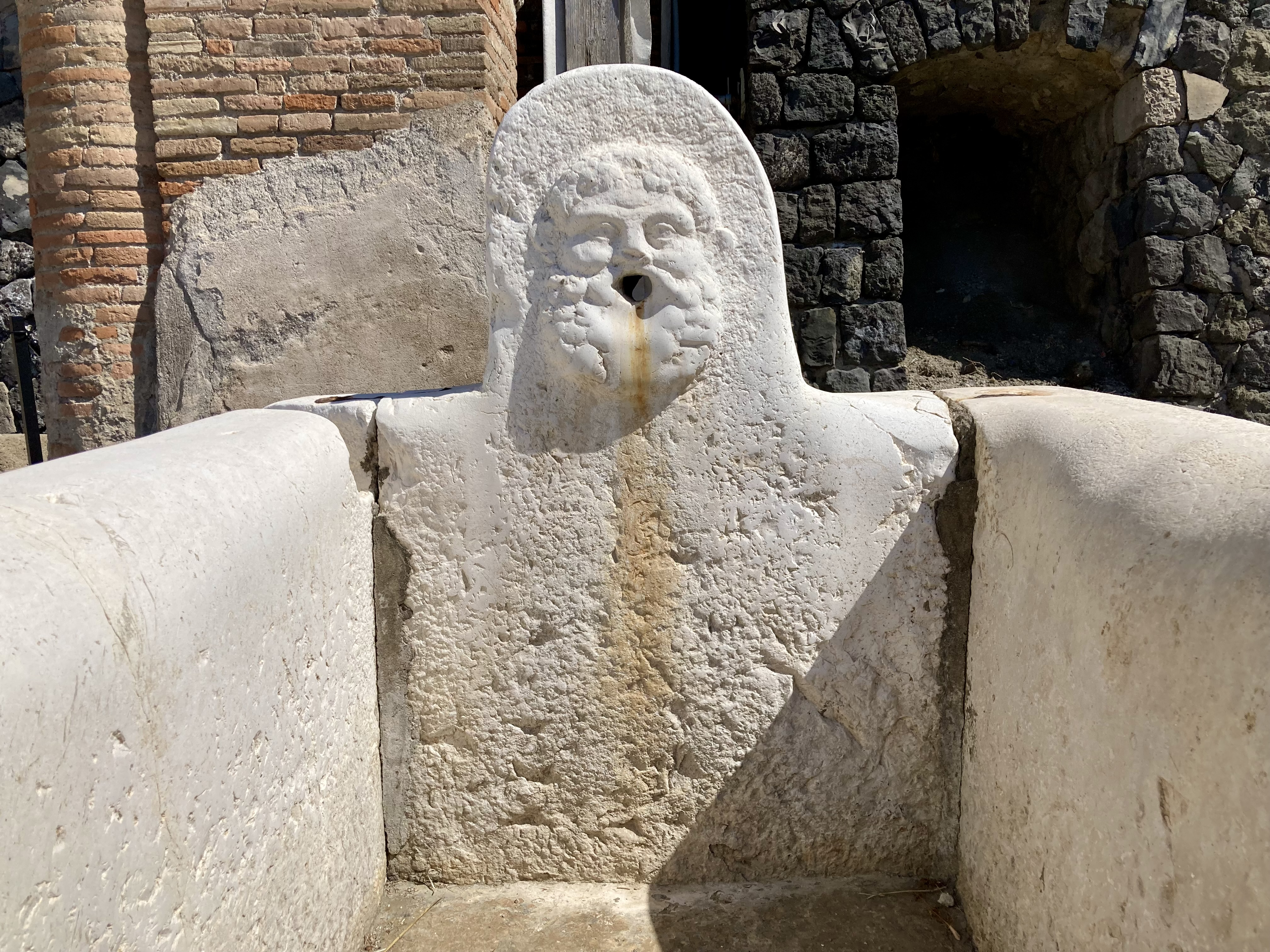
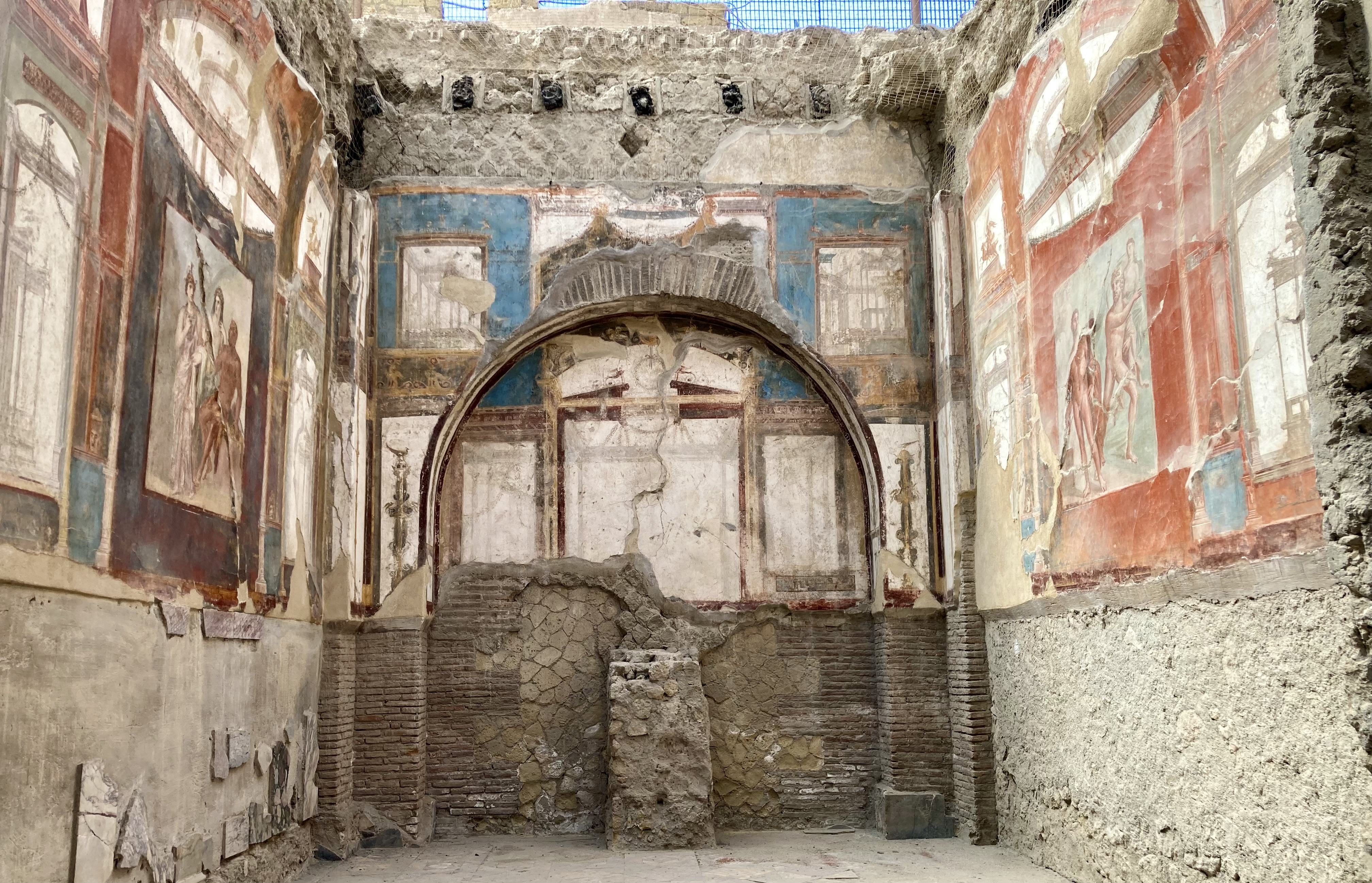
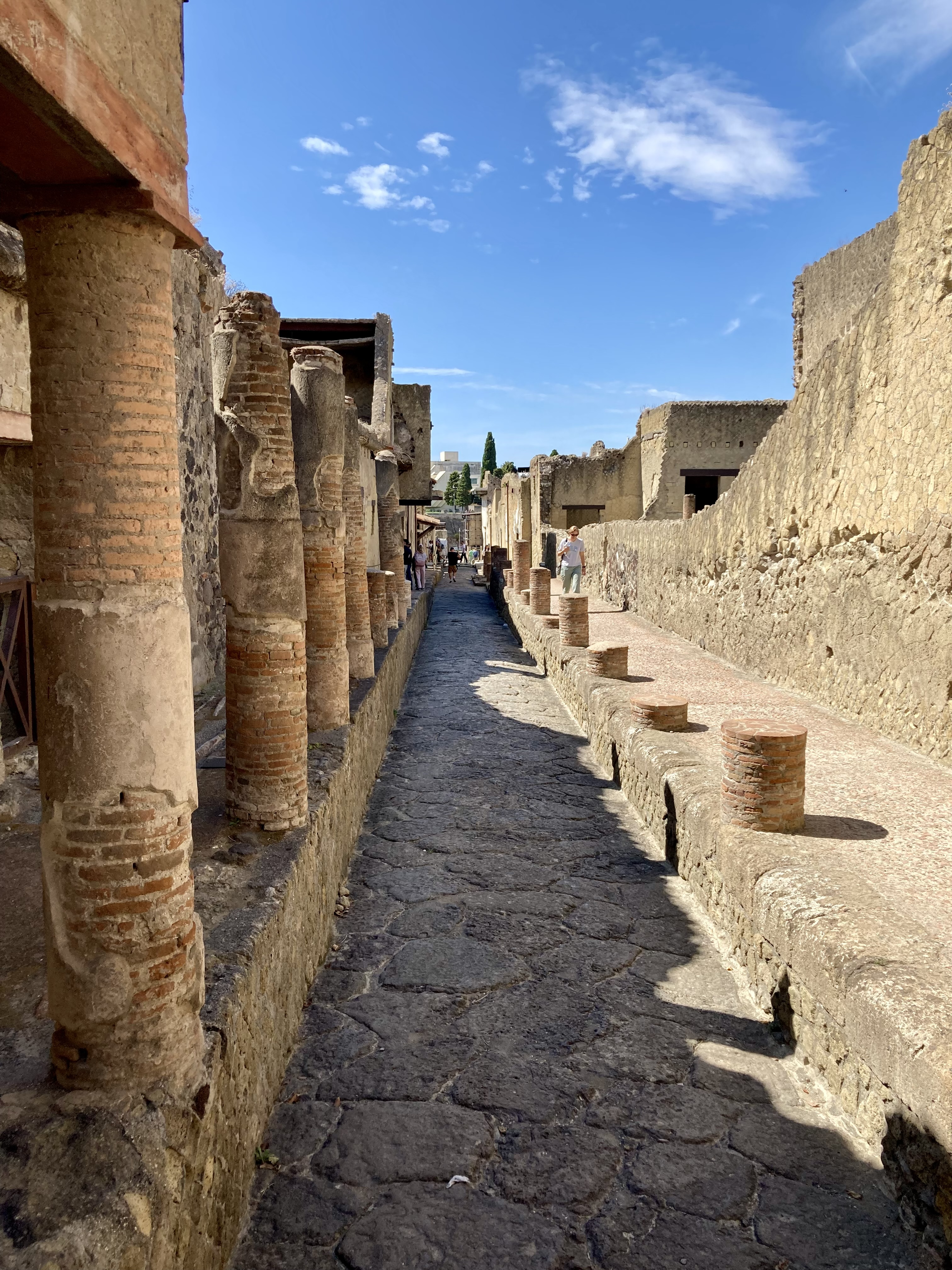
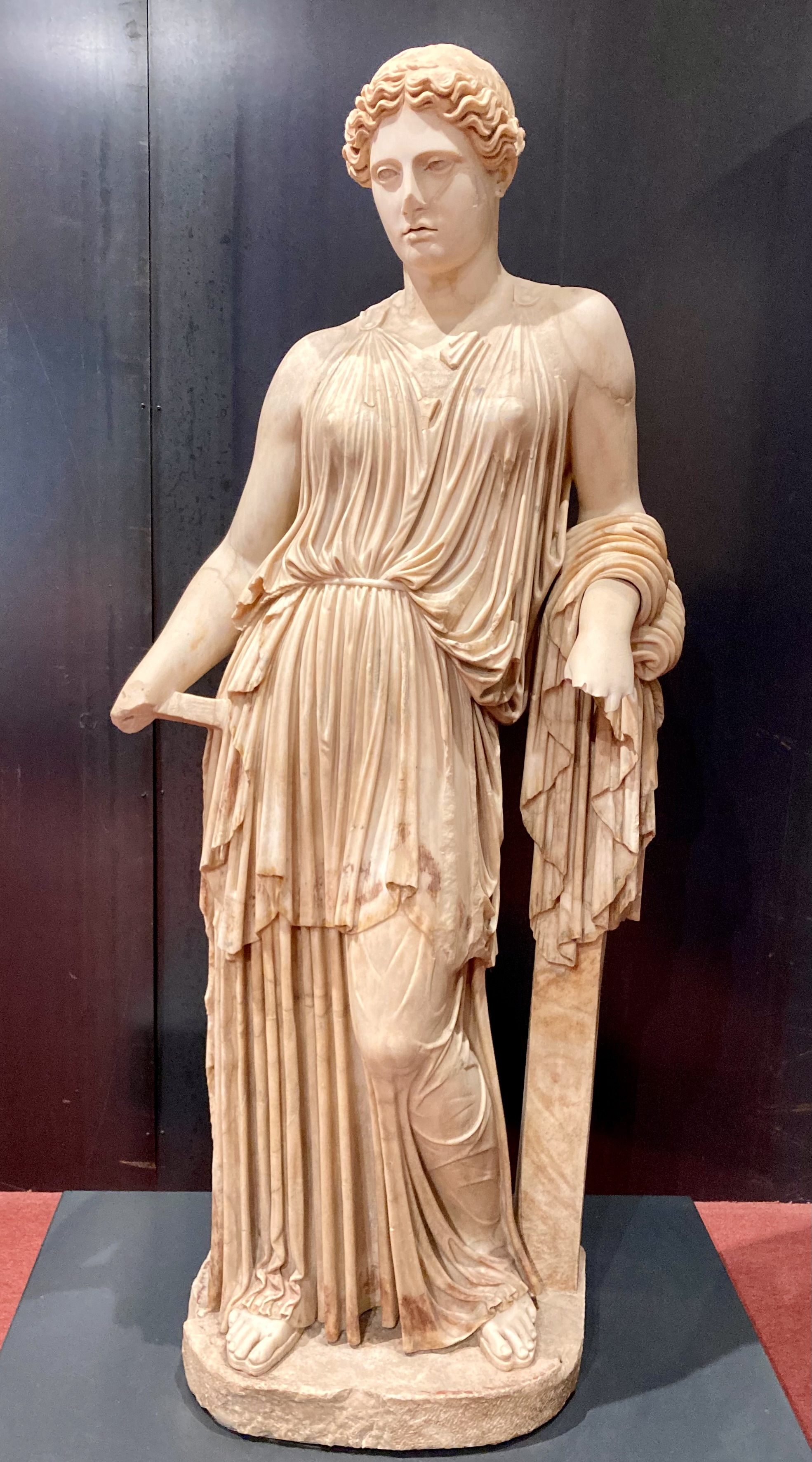

## Kapcsolódó lapok
- Az ókori Róma művészete
- Campania
- Ercolano
- Pompeii
- Római Birodalom
- Római mitológia
- Torre Annunziata
- Vezúv